# Non credere/Dai dai domani
Non credere/Dai dai domani è il 96° singolo di Mina, pubblicato a aprile del 1969 su vinile a 45 giri dall'etichetta privata dell'artista PDU e distribuito dalla Durium.

## Il disco
Esiste anche in versione per jukebox.
La copertina è stata realizzata con la tecnica dei retini sovrapposti per un effetto sfumato del volto, molto in voga alla fine degli anni '60. Altre fonti, compreso il sito ufficiale dell'artista, riportano una copertina differente Archiviato il 13 marzo 2017 in Internet Archive..
Stampato e distribuito in Germania da agosto 1969 con copertina ancora diversa (EMI Columbia C006 934595).
Arrangiamenti e direzione orchestrale: Augusto Martelli.
Non credere era stata inizialmente proposta dagli autori a Iva Zanicchi, che però la rifiutò
Entrambi i brani sono stati inseriti inizialmente nell'introvabile raccolta Mina d'estate (giugno 1969), pubblicata solo su musicassetta e stereo8, per ricomparire rimasterizzati su CD solo nel 2004, nella Platinum Collection.
Invece le registrazioni dal vivo per la trasmissione televisiva Senza rete (programma televisivo) del 1969 sono presenti nel DVD Gli anni Rai 1968-1972 Vol. 2, inserito in un cofanetto monografico di 10 volumi pubblicato da Rai Trade e GSU nel 2008.

## Successo e classifiche
Con questo 45 giri Mina ritorna in classifica e sul podio; è la prima volta da quando lavora per la sua stessa casa discografica, la PDU fondata insieme al padre alla fine del 1967.
Mancava solo un grande successo di vendite su questo supporto, l'ultimo era stato La banda/Se c'è una cosa che mi fa impazzire di due anni prima, infatti sul mercato i recenti album Mina alla Bussola dal vivo,  I discorsi e Canzonissima '68 avevano ottenuto rispettivamente ottimi e buoni risultati.
| Classifica 1969 | Posizione | Settimane |
| --------------- | --------- | --------- |
| 7 giugno        | 8         | 1         |
| 10 - 14 giugno  | 7         | 2         |
| 21 giugno       | 6         | 1         |
| 28 giugno       | 3         | 1         |
| 5 - 26 luglio   | 4         | 4         |
| 2 agosto        | 3         | 1         |
| 9 agosto        | 4         | 1         |

| Classifica               | Posizione | Settimane |
| ------------------------ | --------- | --------- |
| 16 - 23 agosto           | 5         | 2         |
| 30 agosto                | 6         | 1         |
| 6 settembre              | 5         | 1         |
| 13 settembre             | 4         | 1         |
| 20 settembre - 4 ottobre | 6         | 3         |
| 11 ottobre               | 10        | 1         |
| 18 ottobre               | 9         | 1         |

È il terzo singolo più venduto nel 1969 con oltre 600 000 copie.

## Non credere
Mina dopo aver ascoltato per caso la canzone (precedentemente rifiutata sia dagli Anonima Sound, il gruppo di Ivan Graziani, che ne registrò un provino, sia da Iva Zanicchi) decide di inciderla, dandone come al solito una notevole interpretazione.

Con il brano, Mina partecipa, eccezionalmente, alla prima edizione della manifestazione Un disco per l'Europa tenutasi a Lugano nel 1969.
Propone inoltre il pezzo in svariate trasmissioni televisive italiane: A che gioco giochiamo?, Doppia coppia, È domenica, ma senza impegno, Senza Rete e Ieri e oggi; ma anche in programmi all'estero: Esta noche con Mina (Spagna) e Venti minuti con Mina (Svizzera), entrambi registrati nel 1970.
Il DVD I miei preferiti (Gli anni Rai) pubblicato nel 2014, riporta un'esibizione registrata a Senza Rete nella puntata del 26 giugno 1969. Mentre sul CD dello stesso cofanetto è presente l'audio di un medley tratto da Notte di speranza del 24 dicembre 1969 che vede Pino Calvi al pianoforte e Giorgio Albertazzi come voce recitante.
Inserito inizialmente nella raccolta Mina d'estate, edita solo su Stereo8 e audiocassetta,  farà parte lo stesso anno del consueto LP autunnale intitolato ...bugiardo più che mai... più incosciente che mai... (1969), che risulterà l'album più venduto nel 1970. Quindi del primo volume della raccolta Del mio meglio (1971).
È stato anche utilizzato in due spot pubblicitari per la Barilla, filmati nel 1969 per la regia di Duccio Tessari e nel 1970 da Valerio Zurlini.
Nel 2006 è pubblicato l'album di Fausto Leali Profumo & kerosene (EMI Italiana, 00946-365000-2-7) che contiene una versione del brano.

### Musica e testo
L'ottimo arrangiamento di Augusto Martelli valorizza, con un avvolgente tappeto d'archi, la vocalità di Mina, che ormai si dimostra cantante matura e capace di creare atmosfere suggestive. Ne scaturisce un brano di grande qualità, allo stesso tempo melodico, romantico e malinconico, una novità in anticipo di qualche anno rispetto alla musica del periodo.
Nel testo, una donna pur di riconquistare il suo uomo, insidiato da un'altra per un puro capriccio momentaneo senza capire la reale situazione, si chiede se valga la pena di farsi da parte.

### Versioni di Mina in lingua straniera
- In francese nel singolo del 1969 Ne la crois pas (testo di Eddy Marnay) e nella raccolta Je suis Mina del 2011.[5]
- In tedesco sul 45 giri Glaube ihr nicht (testo: Gerhard Hagen) del 1970 e presente nell'antologia Heisser Sand (1996).
- L'edizione in spagnolo No lo creas (testo: Julio Cèsar) del 1972, sarà disponibile in Italia solo nel 2001, con la raccolta Colección latina e successivamente (2011) in Yo soy Mina.

## Dai dai domani
Cover in italiano, con il testo di Paolo Limiti, del samba intitolato A praça di Carlos Imperial.
Canzone inserita nella citata raccolta Mina d'estate del 1969 e sul primo CD della Platinum Collection (2004).
Anche questo brano è stato usato nella pubblicità televisiva della Barilla.
La versione in portoghese di Mina è presente nell'album Mina canta o Brasil del 1970.
La prima edizione in lingua originale del 1967 è di Nara Leão.

## Tracce
Lato A
1. Non credere – 4:03 (testo: Mogol, Ascri[13] – musica: Roberto Soffici; edizioni musicali Fono Film / PDU)

Lato B
1. Dai dai domani (A praça) – 3:10 (testo: Paolo Limiti – musica: Carlos Imperial; edizioni musicali Eurovox / PDU)